# Weberbauerella
Genre
Weberbauerella est un genre de plantes à fleurs dicotylédones de la famille des Fabaceae, sous-famille des Faboideae, originaire d'Amérique du Sud, qui compte deux espèces acceptées.

## Étymologie
Le nom générique, « Weberbauerella », est un hommage à August Weberbauer (1871-1948), botaniste allemand, spécialiste de la flore péruvienne.

## Liste d'espèces
Selon The Plant List (30 septembre 2018) :
- Weberbauerella brongniartioides Ulbr.
- Weberbauerella raimondiana Ferreyra